# Brejninggaard
Brejninggaard er en gammel herregård i Brejning Sogn ved Spjald i Vestjylland, midt mellem Ringkøbing, Skjern, Herning og Holstebro. Stedet fremstår i dag som efterskole. 
Hovedbygningen, der omgives af dybe velbevarede voldgrave og skov, er opført i tiden efter 1575 af røde mursten i renæssancestil af Hans Lange og bestod af fire sammenbyggede fløje i to stokværk,  med
et tårn med vindeltrappe i borggårdens sydvestlige hjørne. Den sydlige og vestlige fløj med tårnet blev nedbrudt af Christian Siegfred Enholm i første halvdel af 1700-tallet. Af den sydlige fløj er man ved gravning stødt på grundmure; af vestfløjen, der skal have været herskabsfløjen, sås endnu 1883 rester af den oprindelige, hvælvede kælder .

## Efterskole
Den gamle herregård  blev i 1942 omdannet til efterskole på initiativ af grundtvigianske kredse på egnen. Skolen er i årenes løb blevet udbygget med nye værksteder og indtil flere større idrætsanlæg. På efterskolen tilbydes undervisning på 8., 9. og 10. klassetrin med mulighed for afgangsprøver som i folkeskolen. Der er 145 elever, og den har 28 hektar park m.m. (2021).

## Ejere af Brejninggaard
- (1457-1536) Ribe Bispestol
- (1536-1544) Kronen
- (1544-1564) Gunde Lange
- (1564-1609) Hans Lange
- (1609-1614) Gunde Hansen Lange / Tyge Hansen Lange
- (1614-1646) Gunde Hansen Lange
- (1646-1650) Peder Hansen Lange
- (1650-1665) Jørgen Pedersen Lange
- (1665)      Dorthe Gudesdatter Galde gift (1) Lange (2) Skinkel
- (1665-1669) Knud Skinkel
- (1669-1680) Morten Skinkel
- (1680-1682) Helle Urne, gift Skinkel
- (1682-1684) Ida Skinkel gift Munk
- (1684-1702) Laurids Munk
- (1702-1708) Hedevig von Dragsted gift Munk
- (1708-1709) Christian Ulrich Schultz
- (1709-1718) Stephen Nielsen Ehrenfeld
- (1718-1726) Johannes Müller
- (1726-1754) Christian Siegfred Enholm
- (1754-1771) Forskellige Ejere
- (1771-1779) Peter de Albertin
- (1779-1812) Cathrine Kristine von Folsach, gift de Albertin
- (1812-1839) Forskellige ejere
- (1839-1849) Hans Frederik Fenger
- (1849-1880) Niels Henrik Frandsen / Hans Severin Frandsen
- (1880-1882) H.S. Frandsen
- (1882-1901) H.G. Koefoed
- (1901)      Vest- og sønderjysk Kreditforening
- (1901-1920) Forskellige ejere
- (1920-1926) J.J. Gammelgaard
- (1926)      Statens Jordlovsudvalg (godset)
- (1926-1942) Afholdsrestauration (hovedbygningen)
- (1942-1957) Interessentskab (hovedbygningen)
- (1957-)     D. S. I. Brejninggaard Efterskole (hovedbygningen)

## Grundlaget for en herregård
Brejninggaard ligger placeret midt i Vestjylland, der i tidligere tider var kendt for sin magre jord og sit tyndtbefolkede område.  I lokalområdet var der ingen fiskerettigheder, ingen købstæder, ingen centraladministration og ingen nævneværdig trafik. I en folketælling i år 1787 talte sognet kun 179 individer.
Til gengæld var der masser af vand fra et Vesjyllands største kildevæld. Området omkring Brejninggaard og den nærliggende by, Spjald, er betonet af at ligge på Skovbjerg bakkeø, der giver vandet et fald på mere end ti meter i sin vej forbi herregården. Mængden af vand og størrelsen af faldet har betydet, at området har kunne forsyne flere vandmøller. Vandmøllerne blev brugt til at forarbejde huder fra får og til at male mel for bønderne i området.
I sin tid var det ikke lovligt at drive andet end almindeligt håndværk på landet - resten var forbeholdt købstæderne. Der ligger, og lå, dog ingen købstæder tæt på Brejninggaard, hvorfor herregården også i 1684 fik en undtagelse fra loven. Det anslås, at der i 1700-tallet blev forarbejdet mellem 15-20.000 huder om året på Brejninggaards stampemøller. 

## Herregårde i Vestjylland
Brejninggaard er en af de få herregårde, der er tilbage i Vestjylland. Landsdelen har altid haft en mindre tilstedeværelse af disse end andre, men landsdelens herregårde blev hårdt ramt af spekulanter i 1700-tallet grundet landsborereformerne. Med stavnbåndets ophør kunne man udstykke de store herregårde, hvilket blev gjort i så stor stil, at økonomien bag de store bygningsværker ikke kunne opretholdes og mange blev nedrevet.                             

## Fredning
Herregården og området omkring blev i år 1951 fredet, og den dag i dag er mere end 13 ha. fredet.

## Galleri
- Øst- og nordfløjen.
- Voldgraven, der omkranser herregården.
- Nord- og vestfløjen.
- Porten set udefra.
- Terracotta-udsmykning på østfløjen.
- Terracotta-udsmykning på østfløjen.
- Den tidligere park er nu præget af faciliteter tilhørende efterskolen.
- Løvtræsskov hovedsageligt bestående af egetræer omkranser herregården
- Den tidligere mølledam ved Brejninggaard.